# Ярослав Клис
Ярослав Клис (пол. Jarosław Kłys; народився 23 липня 1977 у м. Нове, Польща) — польський хокеїст, лівий захисник. 
Вихованець хокейної школи «Унія» (Освенцім). Виступав за СМС (Сосновець), «Унія» (Освенцім), ТКХ «Торунь», «Краковія» (Краків).
У складі національної збірної Польщі провів 103 матчі (7 голів); учасник чемпіонатів світу 2003 (дивізіон I), 2006 (дивізіон I), 2007 (дивізіон I), 2008 (дивізіон I), 2009 (дивізіон I), 2010 (дивізіон I) і 2011 (дивізіон I). У складі юніорської збірної Польщі учасник чемпіонатів Європи 1994 і 1995 (група B).
Чемпіон Польщі (1998, 1999, 2000, 2001, 2002, 2003, 2004, 2008, 2009, 2011).